# Simone Marye
Simone Marye, née Simone Outin à Paris 20e le 8 mars 1890 et morte à Neuilly-sur-Marne le 4 juillet 1961, est une artiste connue pour ses sculptures dans les années 1920-1930 et ses dessins relevant de l'Art brut de 1958 à 1961.

## Biographie
Née à Paris, elle passe une partie de son enfance à Santa Fe en Argentine où son père exerce en tant que médecin. En 1903, à la suite du décès de son père et de son plus jeune frère, la famille quitte l'Amérique du Sud et rejoint la France. Jeune adolescente européenne confrontée aux difficultés matérielles, elle exerce différents métiers :  apprentie  dans une maison de couture, enseignante de français dans un collège en Angleterre, courtière en publicité, professeur de rythmique. Pendant la Première Guerre mondiale, sous l'égide de la Croix-Rouge, elle cuisine pour les soldats en transit, la population déplacée et les pauvres. En 1918, elle ouvre à Passy un atelier de décoration qui devient à partir de 1928 un atelier de sculpture. Elle est alors en relation avec le monde artistique parisien de l'époque, André Gide, Claude Aveline, Saint-John Perse… Ses sculptures animalières sont exposées en France et à l'étranger. En  mai 1933, en compagnie de l'affichiste Paul Colin, elle expose à la galerie Art et décoration, rue de l'échelle  à Paris. La même année, elle ferme son atelier et quitte Paris pour s'établir en Égypte dans le but de relancer sa carrière. Après cinq ans passés au Caire, de retour en France, elle cesse toute activité artistique pour se consacrer aux plus démunis pendant la Seconde Guerre mondiale. Elle connait alors une période de vagabondage. En juin 1957, elle est conduite à l'infirmerie spéciale et internée à Maison Blanche. Après quelques mois de vie asilaire, elle reprend à l'hôpital psychiatrique une activité artistique avec des dessins naïfs à thématique mystique centrée sur dieu et la nature,.

## Œuvres
Simone Marye est une autodidacte, elle commence à sculpter au milieu des années 1920 à l'âge de 30 ans. Sa première exposition au salon d'automne date de 1926. Elle pratique la taille directe, ses sculptures animalières sont décrites « un peu dans le sentiment » de François Pompon la référence  en la matière à la suite du salon d'automne de 1922.
En 1929, André Gide salue son travail dans son ouvrage l'Amour de l'art et on retrouve dans Lettres à un sculpteur quelques pages sur le travail de Simone Marye : « Les poissons de Simone Marye sont plus animés ; surpris dans l'élan de leur nage, s'ils gardent eux aussi une sorte de majesté élémentaire sacrée, c'est que la flexuosité de leur échine et de leurs flancs participe encore du mouvement de la vague, du fluide où ils semblent plongés. »
Dans les années 50, Simone Marye, internée, semble avoir tout oublié de son passé de sculptrice, elle reprend malgré tout une activité artistique, de l'art brut à tendance mystique qu'elle pratiquera jusqu'à la fin de sa vie en 1961.